# Zamia encephalartoides
Zamia encephalartoides là một loài thực vật thuộc họ Zamiaceae. Đây là loài đặc hữu của Colombia. Chúng hiện đang bị đe dọa vì mất môi trường sống.